# Cimetière Deans Grange
Le cimetière Deans Grange (en irlandais : Reilig Ghráinseach an Déin, également orthographié Deansgrange) est situé dans la banlieue de Deansgrange dans la partie Dún Laoghaire – Rathdown de l'ancien comté de Dublin, en Irlande.
Depuis son ouverture en 1865, plus de 150 000 personnes y ont été enterrées. C'est, avec Glasnevin et Mount Jerome, l'un des plus grands cimetières de la région de Dublin, occupant 70 acres (28 hectares).

## Histoire

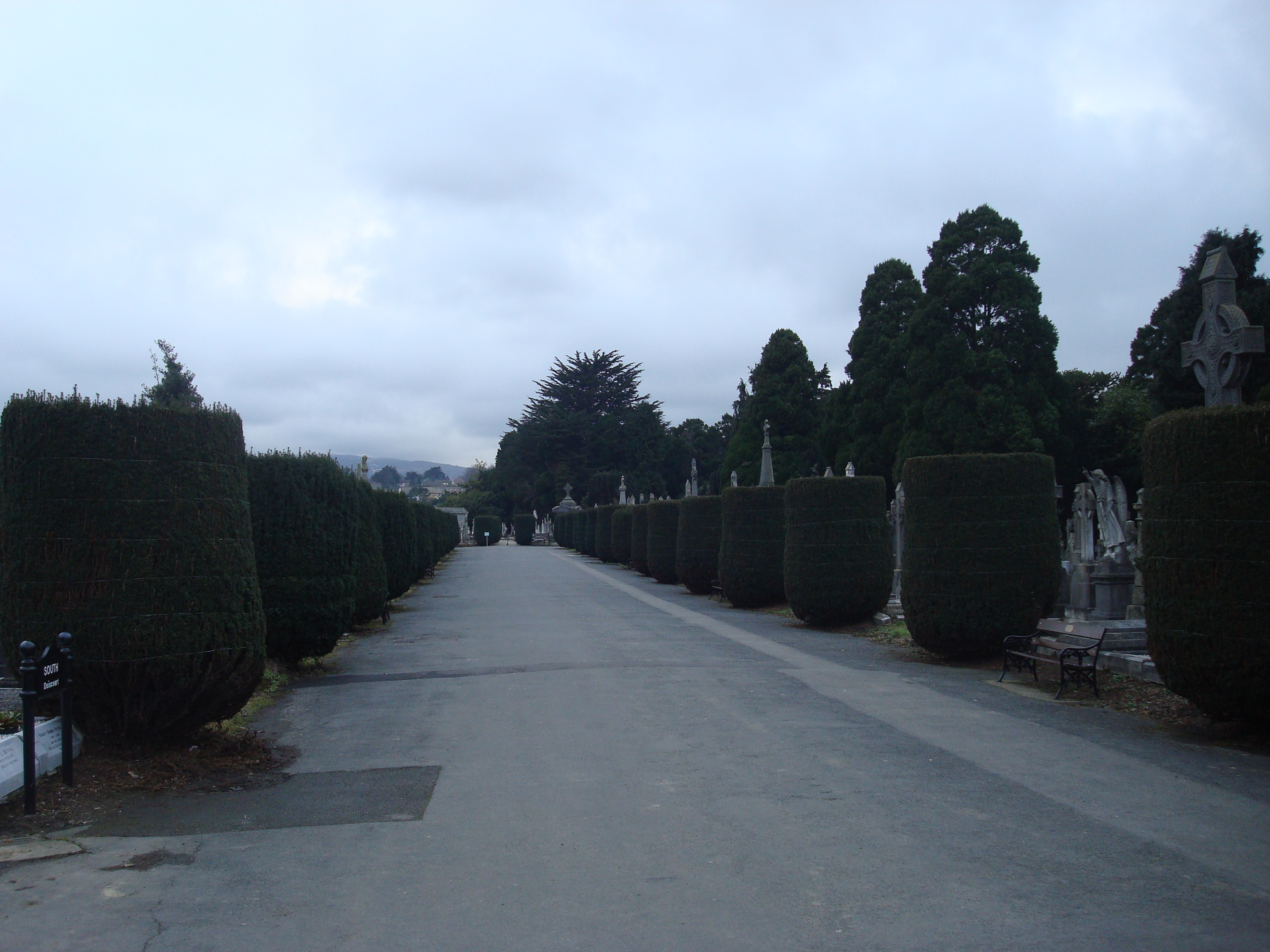
Allée principale séparant les sections nord (catholique) et sud (protestante).

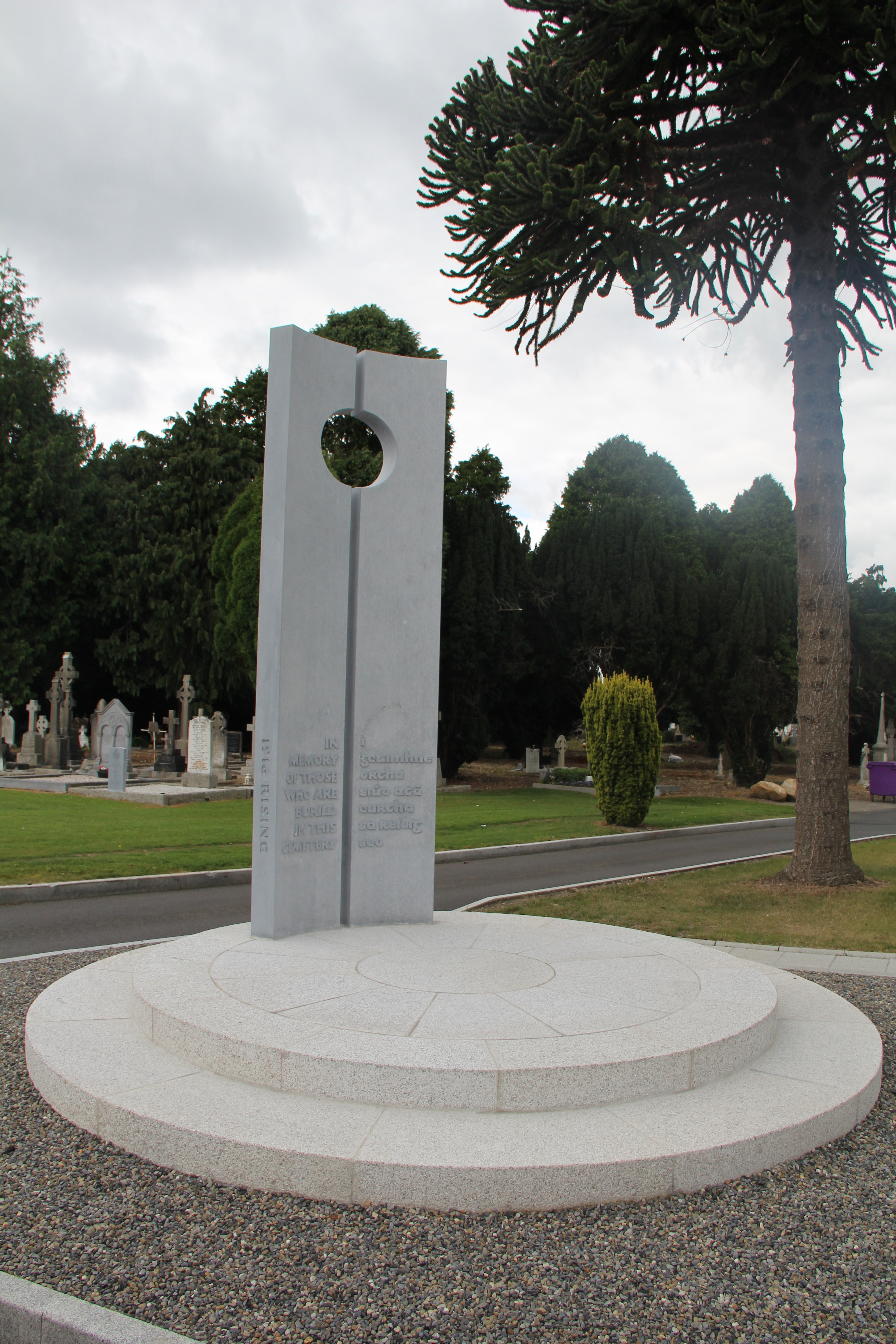
Mémorial de l'Insurrection de Pâques 1916, cimetière Deansgrange.

La loi sur l'inhumation de 1855 entraîne la fermeture de nombreux anciens cimetières de Dublin et des environs en raison de la surpopulation. Cela conduit à la nécessité de trouver de nouvelles terres pour les cimetières. 
Le cimetière initial ne compte que 8 acres (3 hectares) acheté par l'Union Rathdown au révérend John Beatty. Le prix convenu est de 200 £, l'équivalent de vingt ans de loyer. Un comité est formé pour gérer le nouveau cimetière et, le 20 novembre 1861, Sir George Hobson, président des Guardians of the Rural Districts of the Union, signe les actes établissant le nouveau cimetière. Le nouveau comité décide de nommer Matthew Betham comme président et Joseph Cope comme commis de bureau chargé des tâches administratives et de la construction du nouveau cimetière. 
Le cimetière est aménagé avec seulement deux sections, au nord pour les religions catholiques et au sud pour les religions protestantes ainsi que des chapelles séparées pour les deux. Il se compoet également d'un Gate Lodge (maison du registraire) et d'ifs bordant les allées principales. Les bâtiments sont construits par Matthew Gahan, dont le nom peut être vu sur les portes métalliques des voûtes sous chaque chapelle. 
Le cimetière fait sa première inhumation le 28 janvier 1865 avec Anastasia Carey, inhumée près de la chapelle catholique. Il y a alors quatre types de tombes à choisir par les familles : 
- 1re classe située à côté des voies principales et considérée comme la plus importante et la plus chère.
- 2e classe située à côté des petits sentiers et cher.
- 3e classe entourée d'autres parcelles où le paiement était requis dans les cinq ans. Le défaut de paiement a entraîné le retour de la tombe au conseil d'inhumation pour réutilisation.
- 4e classe en prêt et retourné au conseil d'inhumation pour réutilisation après un certain nombre d'années.

Depuis l'ouverture du cimetière, deux sections ont été ajoutées : sud-ouest et ouest, et la section nord a été agrandie. À partir des années 1930, de nouvelles terres sont achetées et de nouvelles sections sont créées et nommées d'après différents saints, portant le nombre total de sections à 16. 
En 1984, un cimetière jumeau est ouvert au sud du village de Shankill appelé Shanganagh Cemetery , il occupe 50 acres (20 hectares). À la fin des années 1980, le cimetière manque à nouveau d'espace et il est décidé d'arrêter de vendre de nouveaux espaces funéraires. Cependant, les propositions récentes vers 2008 verront un petit nombre d'améliorations et d'espaces mis à disposition.
Le pavillon de la porte est habité par le registraire jusqu'à la fin des années 1990, date à laquelle il est libéré.
Aujourd'hui, le cimetière Dean's Grange est administré par le conseil du comté de Dún Laoghaire-Rathdown.

## Personnalités inhumées
Des personnes issues d'événements notables de l'histoire locale et irlandaise sont inhumés dans le cimetière. 
- Les 15 hommes de la catastrophe du canot de sauvetage de Kingstown de 1895 morts dans une tentative de sauver le Palme[1].
- Le carré des anges utilisée de 1905 à 1989 pour enterrer les enfants. On estime que 750 enfants sont enterrés ici. Le personnel du cimetière a rénové le terrain vers 2008[3].
- Lors de l'insurrection de Pâques 1916, environ 50 personnes liées au soulèvement ont été enterrées dans le cimetière. Il s'agit soit de victimes civiles innocentes, de membres des Irish Volunteers ou de l' Irish Citizen Army, soit des soldats de l'armée britannique. Il y a une parcelle comune pour 6 personnes et les autres sont enterrés par leurs familles respectives.
- Après la torpillage du RMS Leinster par un sous-marin allemand à 12 milles (19 kilomètres) de Dún Laoghaire en 1918, onze victimes retrouvées sont enterrées dans le cimetière.

Les victimes britanniques militaires de l'insurrection de 1916 et du naufrage de Leinster font partie des 75 membres du personnel des services du Commonwealth de la Première Guerre mondiale qui sont enterrés dans ce cimetière, tout comme 27 de la Seconde Guerre mondiale, dont les tombes sont enregistrées et entretenues par la Commonwealth War Graves Commission
Les personnes suivants sont également enterrées à Deans Grange : 
- Todd Andrews (1901-1985), militant politique et militaire républicain irlandais, plus tard fonctionnaire
- Mona Baptiste (1928-1993), chanteuse
- Louie Bennett (1870–1956), suffragette, syndicaliste, journaliste et écrivain
- Richard Irvine Best (1872–1959), érudit celtique[1]
- Jasper Brett (1895–1917), international de rugby irlandais et officier des Fusiliers Royaux de Dublin[5]
- Francis Browning (1868-1916), joueur de cricket et président de l'Union irlandaise de rugby à XV
- Joseph Campbell (1879-1944), poète
- Kathleen Clarke (1878–1972), républicaine irlandaise Sinn Féin et Fianna Fáil TD et sénateur et veuve du révolutionnaire irlandais Thomas J. Clarke
- John A. Costello (1891–1976), homme politique du Taoiseach et du Fine Gael[3]
- Rickard Deasy (1812–1883), avocat ; député du comté de Cork
- Denis Devlin (1908–1959), poète
- John Boyd Dunlop (1840–1921), inventeur
- Reginald Dunne (décédé en 1922), républicain irlandais
- Frank Fahy (1880–1953), Teachta Dála (TD) et Ceann Comhairle (conférencier)
- Barry Fitzgerald (1888–1961), acteur
- Alice Stopford Green (1847–1929), historienne
- John Edward Healy (1872–1934), le plus ancien rédacteur en chef du Irish Times (1907–34)[6]
- Augustine Henry (1857–1930), botaniste
- Mary Ann Hutton (1862-1953), érudite et écrivaine de langue irlandaise
- Seosamh Laoide (1865–1939), érudit et figure majeure de la Ligue gaélique
- Seán Lemass (1899–1971), homme politique de Taoiseach et Fianna Fáil
- Kathleen Lynn (1874-1955), suffragette, membre de l'Irish Citizen Army et TD pour la circonscription du comté de Dublin
- Donagh MacDonagh (1912-1968), écrivain et juge
- John McCormack (1884-1945), ténor
- FJ McCormick (1889–1947), acteur
- Joseph McGrath (1887–1966), homme politique et fondateur du Sweepstake des hôpitaux irlandais
- Anew McMaster (1891-1962), acteur-gérant[7]
- Brinsley MacNamara (1890–1963), auteur de The Valley of the Squinting Windows
- John DJ Moore (1910–1988), ambassadeur américain en Irlande (1969–75), enterré à côté de sa femme et d'une fille[8]
- Dermot Morgan (1952–1998), comédien et acteur
- Sheila Murphy (1898-1983), diplomate
- Delia Murphy (1902-1971), chanteuse et collectionneuse de ballades irlandaises
- John Gardiner Nutting (1852–1918), baronnet de St. Helen's, Booterstown
- Brian Ó Nualláin (nom de plume Flann O'Brien ; 1911–1966), romancier
- Leon Ó Broin (1902–1990), écrivain
- Frank O'Connor (1903-1966), écrivain, pseudonyme de Michael O'Donovan
- Milo O'Shea (1926-2013), acteur
- Pádraig Ó Siochfhradha (1883-1964), écrivain et professeur de Gaeilge
- Joseph O'Sullivan (mort en 1922), républicain irlandais
- John Howard Parnell (1846-1923), homme politique et frère aîné de Charles Stewart Parnell
- Noel Purcell (1900–1985), acteur
- John Talbot Power, 3e baronnet d'Edermine (1845–1901) de Leopardstown Park ; petit-fils du fondateur de Power's Distillery, Dublin
- William Quirke (1896–1955), sénateur, homme politique de Fianna Fáil, homme d'affaires et leader de l'IRA à Tipperary (guerre d'indépendance irlandaise, guerre civile irlandaise)[9]
- Elizabeth Mary Troy (1914-2011), obstétricienne
- Ernest Walton (1903–1995), physicien et lauréat du prix Nobel
- Joseph Edward Woodall (1896–1962), récipiendaire de la croix de Victoria

De nombreux membres des ordres religieux catholiques romains sont aussi enterrés tels que la Congrégation des Frères Chrétiens, les Filles de la Croix, les Pères du Saint-Esprit, les Vincentiens irlandais, les Petites Sœurs de l'Assomption et les Missionnaires du Sacré-Cœur.